# Jacqueline Laurent (actrice, 1941)
Ne doit pas être confondu avec Jacqueline Laurent (actrice, 1918).
Pour les articles homonymes, voir Laurent et Jacqueline Laurent.
Jacqueline Laurent (née Jacqueline Auger en 1941) est une actrice canadienne. Elle a essentiellement travaillé en France jusqu'à la fin des années 1970.

## Biographie
Jacqueline Laurent nait dans une famille d'artistes : son père Jacques Auger (1901-1977) est un comédien reconnu, et sa mère, Laurette Larocque dite Jean Desprez (1906-1965), cumule les fonctions d'enseignante, de metteur en scène, de critique et d'actrice. Le couple se sépare peu après.
Après avoir suivi des cours de chant classique, Jacqueline Laurent fréquente de 1960 à 1963 l’École nationale du théâtre de Montréal dont elle sort diplômée. Elle s'installe ensuite en France ou elle suit l'enseignement de Françoise Rosay en 1964-1965. 
L'actrice fait ses débuts à la télévision dans Les Chevaliers du ciel (1969). Au théâtre, elle  reprend avec succès le rôle de Stéphanie dans SOS homme seul de Jacques Vilfrid et Jean Girault diffusé en 1971 dans le cadre de l'émission Au théâtre ce soir. Elle fait encore d'autres apparitions sur le petit écran, notamment dans les mini-séries La Duchesse d'Avila (1973) et La Cloche tibétaine (1975).
Elle commence sa carrière au cinéma en tournant des films érotiques : elle tient la vedette de deux films de Jesús Franco Le Journal intime d'une nymphomane et Les Possédées du diable. Elle travaille aussi en Suède pour Mac Ahlberg et Torgny Wickman. Créditée sous le nom Madelaine Laforet, l'actrice est doublée pour quelques scènes « hardcore ». Elle tient le rôle principal de Ta mej i dalen (1977) qui obtient le prix du meilleur film étranger décerné par l'Adult Film Association of America. Elle expliquera par la suite avoir tourné ces films érotiques pour payer ses études à Paris, disant qu'elle ne le regrette pas car elle estime qu'ils lui ont permis de gagner sa vie et que « des films bien plus intéressants [sont] évidemment arrivés après. »
Rentrée au Canada, elle se lance dans la mise en scène de pièces (La Cantatrice chauve, Village de fous, La Nuit de Valognes). Elle devient aussi professeur d’interprétation à l’École Nationale du théâtre (1986-1988) et à l’Université de Montréal. Elle travaille régulièrement pour la télévision québécoise apparaissant dans des séries populaires comme L'Amour avec un grand A (1990), Mon meilleur ennemi (2001) ou Mauvais Karma (2012).
Elle enseigne également la diction dans le cadre de son entreprise Bye-bye peur qui propose une méthode psycho-thérapeutique « douce » et est membre de l’Association nationale des naturothérapeutes du Québec.
Enseignant l'art dramatique pendant quinze ans au collège Jean-de-Brébeuf elle en est renvoyée en 2014, un de ses élèves l'ayant reconnue dans le film Le Journal intime d'une nymphomane,. La solidarité de blogueurs influents et d'anciens élèves fait finalement revenir le collège sur sa décision et Jacqueline Laurent est réintégrée.

## Théâtre

### Actrice
- 1964 : J'écris ton nom, Liberté, spectacle de poésie-théâtre conçu par Denise Bonal et Philippe Mercier, Comédie de l'Ouest, Rennes
- 1965 : Au revoir Charlie, de George Axelrod, mise en scène de François Périer : Jennifer
- 1967 : L'Unique Jour de l'année, d'Alan Seymour, mise en scène de Pierre Valde, MJC-Théâtre de Colombes : Yanne
- 1969 : SOS homme seul de Jacques Vilfrid  et Jean Girault, mise en scène de Michel Vocoret, théâtre des Nouveautés, tournée Herbert-Karsenty : Stéphanie
- 1973 : Scandale à Chinon (No Sex Please, We're British) d'Anthony Marriott et Alistair Foot, adaptation de Jean Cau, mise en scène de Michel Roux, théâtre Fontaine
- 1980 : Butley de Simon Gray, Théâtre du Rideau Vert, Montréal : Edna Schaft
- 1980 : Le Légataire universel de Jean-François Regnard, théâtre du Rideau vert, Montréal : Mme Argante

### Metteur en scène
- Village de fous de Neil Simon, Montréal
- La Cantatrice chauve d'Eugène Ionesco, Montréal
- La Nuit de Valognes d'Éric-Emmanuel Schmitt, Montréal

## Filmographie

### Cinéma
- 1972 : Dany la ravageuse de Willy Rozier : Talassa
- 1973 : Le Journal intime d'une nymphomane de Jess Franco : Rosa Ortiz
- 1973 : Je prends la chose... du bon côté ! de Michel Gérard
- 1973 : Baksmälla de Jörn Donner : Shari
- 1974 : Un couple, parmi tant d'autres... mais si pervers de Daniel Daert : Tania Vergès
- 1974 : Le Plumard en folie de Jacques Lemoine et Georges Combret : une lesbienne
- 1974 : Les Yeux fermés de Joël Santoni
- 1974 : Quand les filles se déchaînent de Guy Maria : Camille
- 1974 : La Bonzesse de François Jouffa : Myriam
- 1974 : Serre-moi contre toi, j'ai besoin de caresses ou Avec quoi soulèves-tu l'édredon de Raoul André : Odette
- 1974 : La Kermesse érotique de Raoul André : la femme de Louis
- 1974 : Les Suspects de Michel Wyn
- 1974 : Les Possédées du diable de Jess Franco : Marianne Mariel
- 1975 : Parties carrées (ou Inkräktarna, ou The Intruders) de Torgny Wickman : Helen Delaney
- 1975 : Fureur sexuelle (ou La Nuit toutes les chattes sont grises) de Daniel Daert : une cliente de l'hôtel
- 1976 : Bel-Ami, l'Emprise des caresses de Mac Ahlberg : Rebecca Walter
- 1976 : Les Machines à sous ou Sexe Hôtel de Bernard Launois : Renée
- 1977 : Ta mej i dalen de Torgny Wickman[7] : la femme
- 1978 : Lovelier Than Love de Hans Dittmer
- 1978 : Nathalie dans l'enfer nazi d'Alain Payet : Helga Hortz
- 2002 : 100% bio de Claude Fortin :
- 2012 : Croix des bouquets de Marie-Ange Barbancourt :

### Télévision

#### Téléfilms
- 1971 : Au théâtre ce soir  : SOS homme seul de Jacques Vilfrid et Jean Girault, mise en scène Michel Vocoret, réalisation Pierre Sabbagh, théâtre Marigny : Barbara
- 1974 : Entre toutes les femmes de Maurice Cazeneuve : Camille
- 1974 : L'Or et la Fleur de Philippe Ducrest : Suzy
- 1975 : Plus amer que la mort de Michel Wyn : Nelly

#### Séries télévisées
- 1969 : Les Chevaliers du ciel de Jean Couturier : Monica (saison 3)
- 1973 : Graine d'ortie d'Yves Allegret
- 1973 : La Duchesse d'Avila de Philippe Ducrest : Emina
- 1975 : La Cloche tibétaine  de Serge Friedman : la secrétaire de Haardt
- 1978 : Le Temps des as de Claude Boissol : la mère de Joséphine
- 1978 - 1982 : Le Clan Beaulieu : Diane Montreuil
- 1985 : Corentin le violoneux
- 1985 - 1993 : L'Or du temps : Anne-Marie Chevalier
- 1990 : L'Amour avec un grand A, épisode Marie-Claude, Émilie et Germain de Pierre Gagnon : Marie-Claude
- 1998 : Le Volcan tranquille : Cunégonde
- 1999 : 4 et demi...
- 2001 : Mon meilleur ennemi
- 2002 : L'Enfant de la télé : Jean Desprez
- 2004 : L'Auberge du chien noir : Mme Valois
- 2012 : Oui Allô
- 2012 : Mauvais Karma : l'animatrice